# Канівщинська сільська рада
Канівщи́нська сільська́ ра́да — адміністративно-територіальна одиниця та орган місцевого самоврядування в Прилуцькому районі Чернігівської області. Адміністративний центр — село Канівщина.

## Загальні відомості
Канівщинська сільська рада утворена в 1923 році.
- Територія ради: 53,279 км²
- Населення ради: 587 осіб (станом на 2001 рік)

## Населені пункти
Сільській раді були підпорядковані населені пункти:
- с. Канівщина
- с. Кроти
- с. Сухоставець

## Склад ради
Рада складалася з 12 депутатів та голови.
- Голова ради: Кривич Ольга Василівна
- Секретар ради: Сергієнко Тамара Миколаївна

### Керівний склад попередніх скликань
| Прізвище, ім'я, по батькові | Основні відомості                                                 | Дата обрання | Дата звільнення |
| --------------------------- | ----------------------------------------------------------------- | ------------ | --------------- |
| Кривич Ольга Василівна      | Сільський голова, 1960 року народження, освіта вища, позапартійна | 26.03.2006   | 31.10.2010      |
| Кривич Ольга Василівна      | Сільський голова, 1960 року народження, освіта вища, позапартійна | 31.10.2010   |                 |

Примітка: таблиця складена за даними сайту Верховної Ради України

### Депутати
За результатами місцевих виборів 2010 року депутатами ради стали:

#### За суб'єктами висування
| Суб'єкт висування            | Кількість обраних депутатів | %    |
| ---------------------------- | --------------------------- | ---- |
| Самовисування                | 9                           | 75   |
| Соціалістична партія України | 2                           | 16,7 |
| Комуністична партія України  | 1                           | 8,3  |

#### За округами
| № округу                     | Прізвище, ім'я, по батькові   | Дата визнання обраним | Освіта             | Партійна приналежність             | Відомості про обраного депутата                      |
| ---------------------------- | ----------------------------- | --------------------- | ------------------ | ---------------------------------- | ---------------------------------------------------- |
| Комуністична партія України  |                               |                       |                    |                                    |                                                      |
| 2                            | Горбань Ольга Володимирівна   | 01.11.2010            | середня            | позапартійна                       | пенсіонер                                            |
| Соціалістична партія України |                               |                       |                    |                                    |                                                      |
| 5                            | Кожушко Володимир Васильович  | 01.11.2010            | середня            | член Соціалістичної партії України | пенсіонер                                            |
| 7                            | Трейзуб Віталій Володимирович | 01.11.2010            | середня            | член Соціалістичної партії України | пенсіонер                                            |
| Самовисування                |                               |                       |                    |                                    |                                                      |
| 1                            | Сергієнко Тамара Миколаївна   | 01.11.2010            | вища               | позапартійна                       | Канівщинська сільська рада, секретар                 |
| 3                            | Кривич Слава Іванівна         | 01.11.2010            | середня            | позапартійна                       | Канівщинська бібліотека, бібліотекар                 |
| 4                            | Горлатенко Наталія Миколаївна | 01.11.2010            | вища               | позапартійна                       | Канівщинська загальноосвітня школа І-ІІ ст., вчитель |
| 6                            | Михайліченко Василь Іванович  | 01.11.2010            | середня            | позапартійний                      | пенсіонер                                            |
| 8                            | Шух Катерина Іванівна         | 01.11.2010            | середня спеціальна | позапартійна                       | пенсіонер                                            |
| 9                            | Степанюка Василь Іванович     | 01.11.2010            | середня            | позапартійний                      | пенсіонер                                            |
| 10                           | Трейзуб Любов Григорівна      | 01.11.2010            | середня спеціальна | позапартійна                       | пенсіонер                                            |
| 11                           | Гайдук Віталій Миколайович    | 01.11.2010            | середня            | позапартійний                      | тимчасово не працює                                  |
| 12                           | Козаченко Микола Миколайович  | 01.11.2010            | середня            | позапартійний                      | пенсіонер                                            |